# Quim Bou
Quim Bou   (Vidreres, 31 d'octubre de 1971), és un autor de còmics català que treballa en els aspectes de guionista, dibuixant, entintador i colorista.
De jove fou baixista de Parriana, un grup gironí de punk rock dels anys 1990. També s'encarregà en gran part del fanzine Aixa! (1991) que acompanyava la maqueta del grup.

## Guardons
- 2003 - Primer premi al Millor Guió per votació popular del Saló Internacional del Còmic de Barcelona per "Oro Rojo" (Dude Ed.)[2]
- 2008 - Premi Especial dels Premis ComiCat.[3][4]
- 2009 - Premi a la Millor obra per votació popular del Saló Internacional del Còmic de Barcelona per "Om 2".
- 2013 - 1r premi al 3r concurs d'Humor Gràfic Gin de la revista El Jueves.[5]